# Daniel Powter

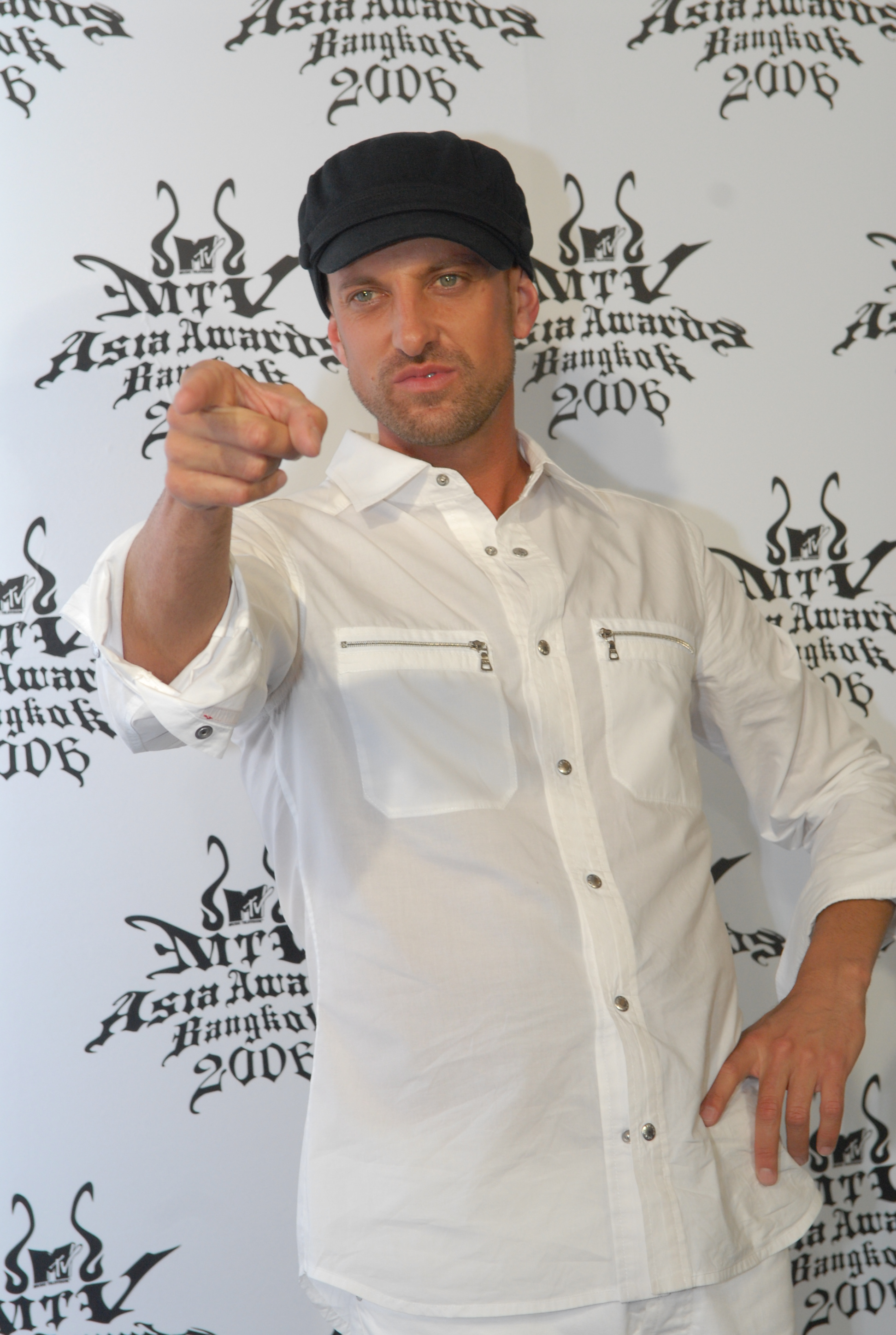
Daniel Powter bei den MTV Asia Awards (2006)

Daniel Richard Powter [ˌdænjəl ˈpaʊtɚ] (* 25. Februar 1971 in Vernon, British Columbia) ist ein kanadischer Popmusiker.

## Leben
Powter wuchs im Okanagan Valley auf. Bereits im Kindesalter begann er, Violine zu spielen, wechselte aber schnell zum Klavier. Seine erste Band gründete er im Alter von 18 Jahren.
Am 14. Februar 2000 erschien in Kanada Powters Debütalbum, von dem zwei Lieder auch in der Fernsehserie Higher Ground zu hören waren. Zusammen mit den Produzenten Jeff Dawson und Mitchell Froom entstand 2004 sein zweites Album Daniel Powter. Mit dem Album erreichte er in Frankreich die Top 15 der Albumcharts; die daraus ausgekoppelte Single Bad Day stieg bis auf Platz 1 der Airplaycharts. Im Frühjahr 2005 konnte er in der Schweiz diesen Erfolg annähernd wiederholen. Im Juni 2005 erreichte Powters Single schließlich auch die deutschen Charts.
Am 19. September 2008 erschien sein drittes Album Under the Radar in Deutschland. Die erste Single daraus, mit dem Titel Next Plane Home, wurde am 12. September veröffentlicht.
Er ist Vater einer 2003 geborenen Tochter.
Im Jahr 2010 veröffentlichte Powter sein Album Best of Me. Die ausgekoppelten Singles Lose to Win, Fall in Love (The Day We Never Met) und Come Home waren in Asien erfolgreich.
2024 nahm er als Kandidat mit dem Lied Bad Day bei der von Citytv ausgestrahlten vierten Staffel von Canada’s Got Talent teil, welches sein erster Auftritt im kanadischen Fernsehen war.

## Diskografie

### Studioalben
| Jahr | Titel              | Höchstplatzierung, Gesamtwochen, AuszeichnungChartplatzierungen (Jahr, Titel, Platzierungen, Wochen, Auszeichnungen, Anmerkungen) | Höchstplatzierung, Gesamtwochen, AuszeichnungChartplatzierungen (Jahr, Titel, Platzierungen, Wochen, Auszeichnungen, Anmerkungen) | Höchstplatzierung, Gesamtwochen, AuszeichnungChartplatzierungen (Jahr, Titel, Platzierungen, Wochen, Auszeichnungen, Anmerkungen) | Höchstplatzierung, Gesamtwochen, AuszeichnungChartplatzierungen (Jahr, Titel, Platzierungen, Wochen, Auszeichnungen, Anmerkungen) | Höchstplatzierung, Gesamtwochen, AuszeichnungChartplatzierungen (Jahr, Titel, Platzierungen, Wochen, Auszeichnungen, Anmerkungen) | Höchstplatzierung, Gesamtwochen, AuszeichnungChartplatzierungen (Jahr, Titel, Platzierungen, Wochen, Auszeichnungen, Anmerkungen) | Anmerkungen                             |
| Jahr | Titel              | DE | AT | CH | UK | US | CA | Anmerkungen                             |
| ---- | ------------------ | --- | --- | --- | --- | --- | --- | --------------------------------------- |
| 2000 | I’m Your Betty     | — | — | — | — | — | — | Erstveröffentlichung: 21. Juni 2000     |
| 2005 | Daniel Powter      | DE42 (16 Wo.)DE | AT43 (5 Wo.)AT | CH14 Gold · (43 Wo.)CH | UK5 Platin · (23 Wo.)UK | US9 Gold · (22 Wo.)US | CA— GoldCA | Erstveröffentlichung: 18. Februar 2005  |
| 2008 | Under the Radar    | — | AT74 (1 Wo.)AT | CH20 (14 Wo.)CH | UK43 (1 Wo.)UK | — | — | Erstveröffentlichung: 19. August 2008   |
| 2012 | Turn On the Lights | — | — | — | — | — | — | Erstveröffentlichung: 13. Juli 2012     |
| 2018 | Giants             | — | — | — | — | — | — | Erstveröffentlichung: 14. Dezember 2018 |

### Kompilationen
- 2007: B-Sides
- 2010: Best of Me

### EPs
- 2008: iTunes Live from Tokyo
- 2008: Songs from Under the Radar

### Singles
| Jahr | Titel Album                               | Höchstplatzierung, Gesamtwochen, AuszeichnungChartplatzierungen (Jahr, Titel, Album, Platzierungen, Wochen, Auszeichnungen, Anmerkungen) | Höchstplatzierung, Gesamtwochen, AuszeichnungChartplatzierungen (Jahr, Titel, Album, Platzierungen, Wochen, Auszeichnungen, Anmerkungen) | Höchstplatzierung, Gesamtwochen, AuszeichnungChartplatzierungen (Jahr, Titel, Album, Platzierungen, Wochen, Auszeichnungen, Anmerkungen) | Höchstplatzierung, Gesamtwochen, AuszeichnungChartplatzierungen (Jahr, Titel, Album, Platzierungen, Wochen, Auszeichnungen, Anmerkungen) | Höchstplatzierung, Gesamtwochen, AuszeichnungChartplatzierungen (Jahr, Titel, Album, Platzierungen, Wochen, Auszeichnungen, Anmerkungen) | Höchstplatzierung, Gesamtwochen, AuszeichnungChartplatzierungen (Jahr, Titel, Album, Platzierungen, Wochen, Auszeichnungen, Anmerkungen) | Anmerkungen                            |
| Jahr | Titel Album                               | DE | AT | CH | UK | US | CA | Anmerkungen                            |
| ---- | ----------------------------------------- | --- | --- | --- | --- | --- | --- | -------------------------------------- |
| 2005 | Bad Day Daniel Powter                     | DE17 Gold · (24 Wo.)DE | AT13 (29 Wo.)AT | CH5 (41 Wo.)CH | UK2 ×2Doppelplatin · (46 Wo.)UK | US1 ×3Dreifachplatin · (32 Wo.)US | CA7 Platin · (… Wo.)CA | Erstveröffentlichung: 8. Februar 2005  |
| 2005 | Jimmy Gets High Daniel Powter             | — | — | CH41 (9 Wo.)CH | — | — | — | Erstveröffentlichung: 19. August 2005  |
| 2005 | Free Loop (One Night Stand) Daniel Powter | DE55 (6 Wo.)DE | AT62 (4 Wo.)AT | CH38 (14 Wo.)CH | — | — | CA11 (… Wo.)CA | Erstveröffentlichung: 7. November 2005 |
| 2006 | Lie to Me Daniel Powter                   | — | — | — | UK92 (1 Wo.)UK | — | — | Erstveröffentlichung: 17. April 2006   |
| 2006 | Love You Lately Daniel Powter             | — | — | — | — | — | CA5 (… Wo.)CA | Erstveröffentlichung: September 2006   |
| 2008 | Next Plane Home Under the Radar           | DE71 (6 Wo.)DE | AT61 (3 Wo.)AT | CH37 (10 Wo.)CH | UK70 (2 Wo.)UK | — | — | Erstveröffentlichung: August 2008      |
| 2008 | Best of Me Under the Radar                | — | — | CH40 (3 Wo.)CH | — | — | — | Erstveröffentlichung: November 2008    |
| 2013 | Crazy all My Life Turn On the Lights      | — | — | — | — | — | CA23 (21 Wo.)CA | Erstveröffentlichung: 2013             |

Weitere Singles
- 2009: Whole World Around
- 2010: Lose to Win
- 2012: Cupid
- 2017: Delicious
- 2018: Perfect For Me
- 2018: Do You Want To Get Lucky
- 2018: Survivor

## Auszeichnungen für Musikverkäufe
| Silberne Schallplatte - Frankreich - 2005: für die Single Bad Day Goldene Schallplatte - Australien - 2005: für das Album Daniel Powter - Japan - 2025: für das Streaming Bad Day - Neuseeland - 2006: für das Album Daniel Powter - Spanien - 2024: für die Single Bad Day Platin-Schallplatte - Australien - 2005: für die Single Bad Day - Dänemark - 2021: für die Single Bad Day - Frankreich - 2006: für das Album Daniel Powter - Irland - 2005: für das Album Daniel Powter - Italien - 2019: für die Single Bad Day | 2× Platin-Schallplatte - Japan - 2006: für das Album Daniel Powter - 2014: für die Single Bad Day - Neuseeland - 2023: für die Single Bad Day 3× Platin-Schallplatte - Japan - 2006: für den Ringtone Bad Day |

Anmerkung: Auszeichnungen in Ländern aus den Charttabellen bzw. Chartboxen sind in ebendiesen zu finden.
| Land/RegionAuszeichnungen für Musikverkäufe (Land/Region, Auszeichnungen, Verkäufe, Quellen) | Silber  | Gold     | Platin       | Verkäufe  | Quellen                       |
| -------------------------------------------------------------------------------------------- | ------- | -------- | ------------ | --------- | ----------------------------- |
| Australien (ARIA)                                                                            | —       | Gold1    | Platin1      | 105.000   | aria.com.au                   |
| Dänemark (IFPI)                                                                              | —       | —        | Platin1      | 90.000    | ifpi.dk                       |
| Deutschland (BVMI)                                                                           | —       | Gold1    | —            | 150.000   | musikindustrie.de             |
| Frankreich (SNEP)                                                                            | Silber1 | —        | Platin1      | 300.000   | infodisc.fr snepmusique.com   |
| Irland (IRMA)                                                                                | —       | —        | Platin1      | 15.000    | irishcharts.ie                |
| Italien (FIMI)                                                                               | —       | —        | Platin1      | 50.000    | fimi.it                       |
| Japan (RIAJ)                                                                                 | —       | Gold1    | 7× Platin7   | 1.750.000 | riaj.or.jp JP2                |
| Kanada (MC)                                                                                  | —       | Gold1    | Platin1      | 70.000    | musiccanada.com               |
| Neuseeland (RMNZ)                                                                            | —       | Gold1    | 2× Platin2   | 67.500    | aotearoamusiccharts.co.nz NZ2 |
| Schweiz (IFPI)                                                                               | —       | Gold1    | —            | 20.000    | hitparade.ch                  |
| Spanien (Promusicae)                                                                         | —       | Gold1    | —            | 30.000    | elportaldemusica.es           |
| Vereinigte Staaten (RIAA)                                                                    | —       | Gold1    | 3× Platin3   | 3.500.000 | riaa.com                      |
| Vereinigtes Königreich (BPI)                                                                 | —       | —        | 3× Platin3   | 1.500.000 | bpi.co.uk                     |
| Insgesamt                                                                                    | Silber1 | 8× Gold8 | 21× Platin21 |           |                               |